# Superstars Series 2004
Le Superstars Series 2004 sono la prima stagione del precedente Campionato Italiano Superstars.
Il campionato italiano è stato vinto da Francesco Ascani, pilota della BMW.

## Piloti e team
| Team             | Vettura         | No. | Pilota              | Gare      |
| ---------------- | --------------- | --- | ------------------- | --------- |
| Max Team         | BMW M5 E39      | 1   | Simone Galluzzo     | 2, 5-6    |
| Max Team         | BMW M5 E39      | 6   | Massimo Di Risio    | 6         |
| Vaccari Motori   | BMW M5 E39      | 2   | Gianluigi Picchi    | 1, 5      |
| Vaccari Motori   | BMW M5 E39      | 2   | Nicola Tesini       | 2         |
| Vaccari Motori   | BMW M5 E39      | 2   | Riccardo Cinti      | 4         |
| Vaccari Motori   | BMW M5 E39      | 3   | Riccardo Cinti      | 1-2       |
| Vaccari Motori   | BMW M5 E39      | 3   | Maurizio Flammini   | 5         |
| Vaccari Motori   | BMW M5 E39      | 3   | Leonardo Baccarelli | 6         |
| Lanza Motorsport | BMW M5 E39      | 5   | Mauro Simoncini     | Tutte     |
| RF Racing        | Jaguar S-Type R | 7   | Alexandra Gallo     | 1, 3-5    |
| RF Racing        | Jaguar S-Type R | 7   | Elisa Giordan       | 6         |
| RF Racing        | Jaguar S-Type R | 8   | Fulvio Cavicchi     | 1, 3, 5-6 |
| CAAL Racing      | BMW M5 E39      | 11  | Francesco Ascani    | Tutte     |

## Calendario
| Round | Circuito   | Data         | Pole Position       | Giro più veloce  | Vincitore        | Team           |
| ----- | ---------- | ------------ | ------------------- | ---------------- | ---------------- | -------------- |
| 1     | Mugello    | 11 luglio    | Riccardo Cinti      | Gianluigi Picchi | Gianluigi Picchi | Vaccari Motori |
| 2     | Imola      | 1º agosto    | Simone Galluzzo     | Riccardo Cinti   | Riccardo Cinti   | Vaccari Motori |
| 3     | Varano     | 5 settembre  | Fulvio Cavicchi     | Francesco Ascani | Francesco Ascani | CAAL Racing    |
| 4     | Monza      | 26 settembre | Francesco Ascani    | Francesco Ascani | Francesco Ascani | CAAL Racing    |
| 5     | Vallelunga | 10 ottobre   | Simone Galluzzo     | Simone Galluzzo  | Simone Galluzzo  | Max Team       |
| 6     | Misano     | 24 ottobre   | Leonardo Baccarelli | Simone Galluzzo  | Simone Galluzzo  | Max Team       |
| 6     | Misano     | 24 ottobre   | Simone Galluzzo     | Simone Galluzzo  | Simone Galluzzo  | Max Team       |

## Classifica

### Piloti
| Pos                             | Pilota              | MUG | IMO | VAR | MON | VAL | MIS | MIS | Pts |
| ------------------------------- | ------------------- | --- | --- | --- | --- | --- | --- | --- | --- |
| 1                               | Francesco Ascani    | 2   | 3   | 1   | 1   | 2   | 3   | Ret | 102 |
| 2                               | Mauro Simoncini     | 4   | 4   | 2   | 2   | 3   | 4   | 3   | 88  |
| 3                               | Simone Galluzzo     |     | DNS |     |     | 1   | 1   | 1   | 60  |
| 4                               | Alexandra Gallo     | 5   |     | 3   | 4   | 7   |     |     | 40  |
| 5                               | Fulvio Cavicchi     | 6   |     | DNS |     | 5   | 5   | 4   | 36  |
| 6                               | Riccardo Cinti      | 3   | 1   |     | (3) |     |     |     | 35  |
| 7                               | Leonardo Baccarelli |     |     |     |     |     | 2   | 2   | 30  |
| 8                               | Maurizio Flammini   |     |     |     |     | 6   |     |     | 8   |
| 9                               | Elisa Giordan       |     |     |     |     |     | 6   | DNS | 6   |
| 10                              | Massimo Di Risio    |     |     |     |     |     | 7   | DNS | 4   |
| piloti non eleggibili per punti |                     |     |     |     |     |     |     |     |     |
|                                 | Gianluigi Picchi    | 1   |     |     |     | 4   |     |     | 0   |
|                                 | Nicola Tesini       |     | 2   |     |     |     |     |     | 0   |
| Pos                             | Pilota              | MUG | IMO | VAR | MON | VAL | MIS | MIS | Pts |

| Colore  | Risultato             |
| ------- | --------------------- |
| Oro     | Vincitore             |
| Argento | 2º posto              |
| Bronzo  | 3º posto              |
| Verde   | Finito a punti        |
| Blu     | Finito senza punti    |
| Viola   | Ritirato (Rit)        |
| Viola   | Non classificato (NC) |
| Rosso   | Non qualificato (NQ)  |
| Nero    | Squalificato (SQ)     |
| Bianco  | Non partito (NP)      |
| Bianco  | Non ha gareggiato     |
| Bianco  | Infortunato (INF)     |
| Bianco  | Escluso (ES)          |
| Bianco  | Gara cancellata (C)   |

### Team
| Pos | Team             | Auto | MUG | IMO | VAR | MON | VAL | MIS | MIS | Pts |
| --- | ---------------- | ---- | --- | --- | --- | --- | --- | --- | --- | --- |
| 1   | CAAL Racing      | 11   | 2   | 3   | 1   | 1   | 2   | 3   | Ret | 102 |
| 2   | Lanza Motorsport | 5    | 4   | 4   | 2   | 2   | 3   | 4   | 3   | 88  |
| 3   | RF Racing        | 7    | 5   |     | 3   | 4   | 7   | 6   | DNS | 82  |
| 3   | RF Racing        | 8    | 6   |     | DNS |     | 5   | 5   | 4   | 82  |
| 4   | Vaccari Motori   | 2    | 1   | 2   |     | 3   | 4   |     |     | 73  |
| 4   | Vaccari Motori   | 3    | 3   | 1   |     |     | 6   | 2   | 2   | 73  |
| 5   | Max Team         | 1    |     | DNS |     |     | 1   | 1   | 1   | 60  |
| Pos | Team             | Auto | MUG | IMO | VAR | MON | VAL | MIS | MIS | Pts |

| Colore  | Risultato             |
| ------- | --------------------- |
| Oro     | Vincitore             |
| Argento | 2º posto              |
| Bronzo  | 3º posto              |
| Verde   | Finito a punti        |
| Blu     | Finito senza punti    |
| Viola   | Ritirato (Rit)        |
| Viola   | Non classificato (NC) |
| Rosso   | Non qualificato (NQ)  |
| Nero    | Squalificato (SQ)     |
| Bianco  | Non partito (NP)      |
| Bianco  | Non ha gareggiato     |
| Bianco  | Infortunato (INF)     |
| Bianco  | Escluso (ES)          |
| Bianco  | Gara cancellata (C)   |